# بول إريك بيترسن
بول إريك بيترسن (بالدنماركية: Poul Erik Petersen)‏ (7 مايو 1927 بالدنمارك - 14 أكتوبر 1992) هو لاعب كرة قدم دانمركي في مركز الهجوم، شارك في الألعاب الأولمبية الصيفية 1952. وشارك مع منتخب الدنمارك لكرة القدم. أما مع النوادي، فقد لعب مع Køge Boldklub ‏.

## وصلات خارجية
- بول إريك بيترسن على موقع قاعدة بيانات كرة القدم.إي يو (الإنجليزية)
- بول إريك بيترسن على موقع ناشيونال فوتبول تيمز (الإنجليزية)
- بول إريك بيترسن على موقع أوليمبيديا (الإنجليزية)